# Horatius Cocles

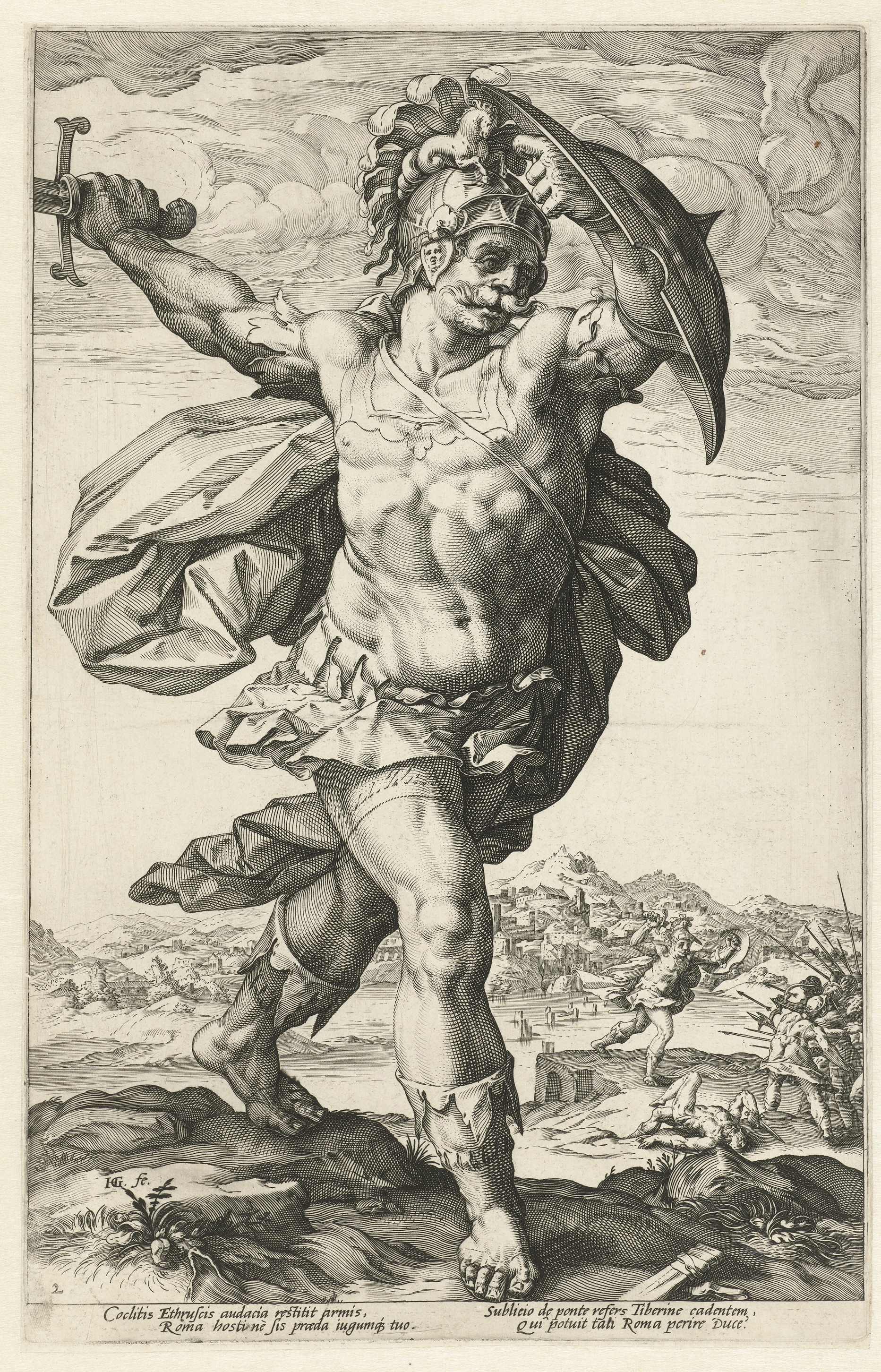
Horatius Cocles, Hendrick Goltzius 1586-os metszete.

Publius Horatius Cocles volt katonatiszt a korai római köztársaság szolgálatában. A Pons Sublicius nevű római hídat védelmezte az Clusium-i etruszk király Lars Porsenna támadó hadserege ellen, a késő 6. században a Clusium és Róma közötti háború alatt. Társaival a híd keskeny végének megvédésével elég hosszú ideig képesek voltak visszatartani a támadó sereget ahhoz, hogy más rómaiak megsemmisíthessék a hátuk mögötti hidat, eltorlaszolva az Etruszkok előretörését és megmentve a várost.

## Előzmények
Horatius tagja volt az ősi, nemesi Horatii háznak, amelyet Tullus Hostilius, a harmadik római király idején, Horatii és Curiatii között zajlott harcok óta a legendákban ünnepelnek.  Horatius unokaöccse volt a konzulnak, Marcus Horatius Pulvillusnak. Állítólag azért szerezte meg agnoménjeit, a Cocles-t, ami félszemű-t jelent, mert elvesztette a szemét a Pons Sublicius híd csatájában. Ez azonban későbbi kidolgozás lehet, mivel az idősebb Plinius idején még látható, bár erősen mállott, Horatius híres, csonka és félszemű, szobrát valószínűleg Vulcan isten ábrázolásának szánták, és csak akkor azonosult Horatiusszal, amikor eredeti témája már nem volt felismerhető.  

Róma ostroma, az Etruszkok által, Lars Porsena vezetésével. Ez az animációs ábrázolás a csata fázisait mutatja be, beleértve Horatius hősi tettét, a híd védelmezését.

Kr. E. 509-ben Lars Porsena király egy Rómába vonuló hadsereg élén állt. Erőit a Tiberisen, az Etruszk (nyugati) oldalára összpontosítva, Porsena megtámadta a Janiculum- dombot, és lefoglalta azt minden anyagával együtt, a rémült római őrségtől. Porsena hátra hagyott egy Etruszk helyőrséget, hogy megtartsa a dombot, majd elindult a Pons Sublicius felé, amely az egyetlen regionális híd a Tiberisen. A rómaiak a Naevian-réten, Porsena és a híd között várakoztak. A Tarquinok az Etruszk balszárnyát vezényelték a Spurius Lartius és Titus Herminius által vezetett római csapatokkal szemben. Octavius Mamilius a lázadó latinokból álló Etruszk jobbszárnyat vezényelte; Marcus Valerius Volusus és Titus Lucretius Tricipitinus római csapataival találkoztak. Porsena vezette a központot, szemközt a két római konzullal.  Porsena túlerőben volt a rómaiakkal szemben, és visszavonulásra akarta őket kényszeríteni.
Csata következett. Az etruszk jobbszárny sikeresen visszaverte Valeriust és Lucretiust, a római balszárny parancsnokait. Miután mindkettőjüket elvitték a csatatérről, a rómaiak pánikba estek és a híd irányába futottak. Az ellenség üldözőbe vette őket.

## Horatius a hídnál

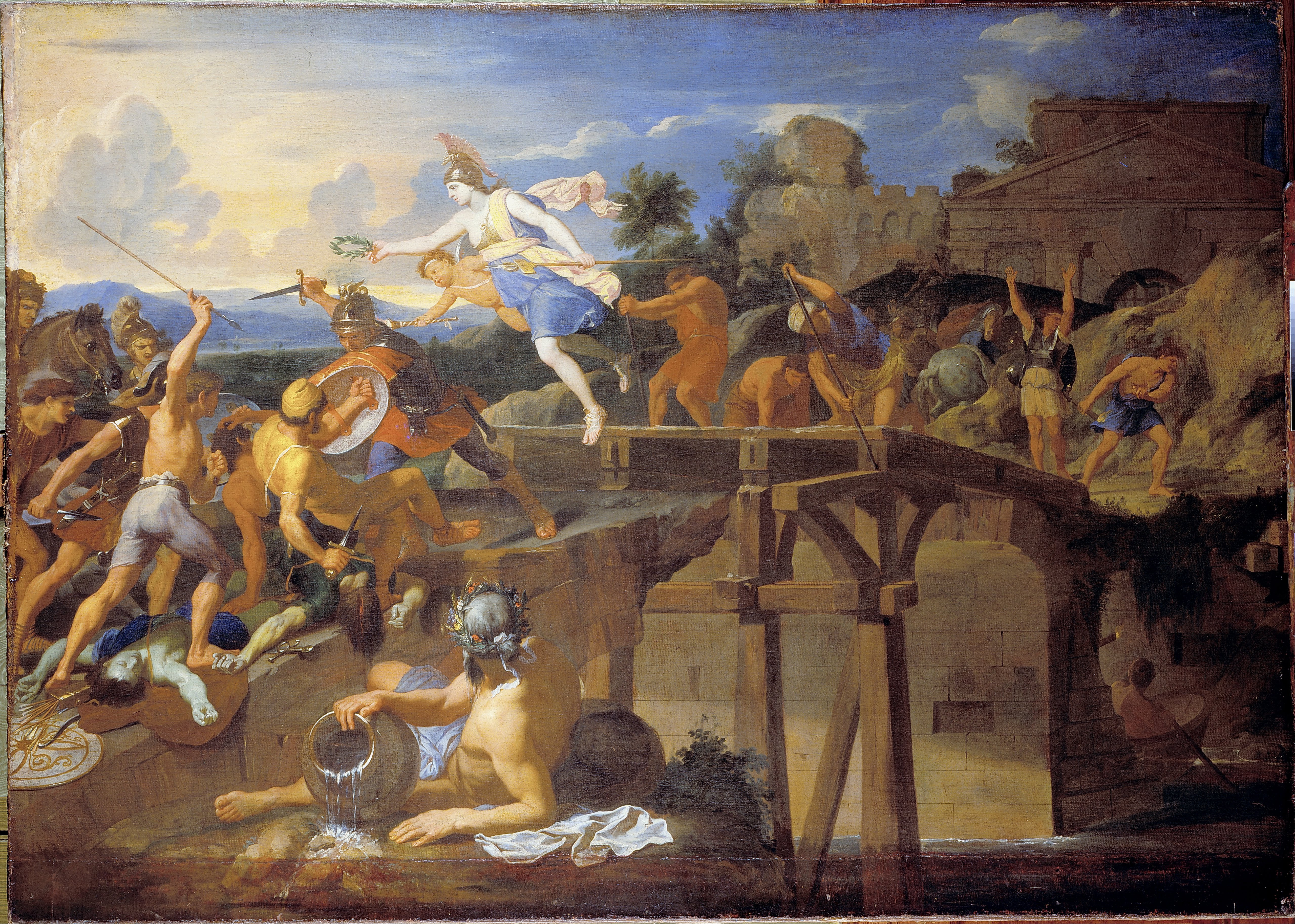
Horatius a hídnál, Charles Le Brun, 1642–43

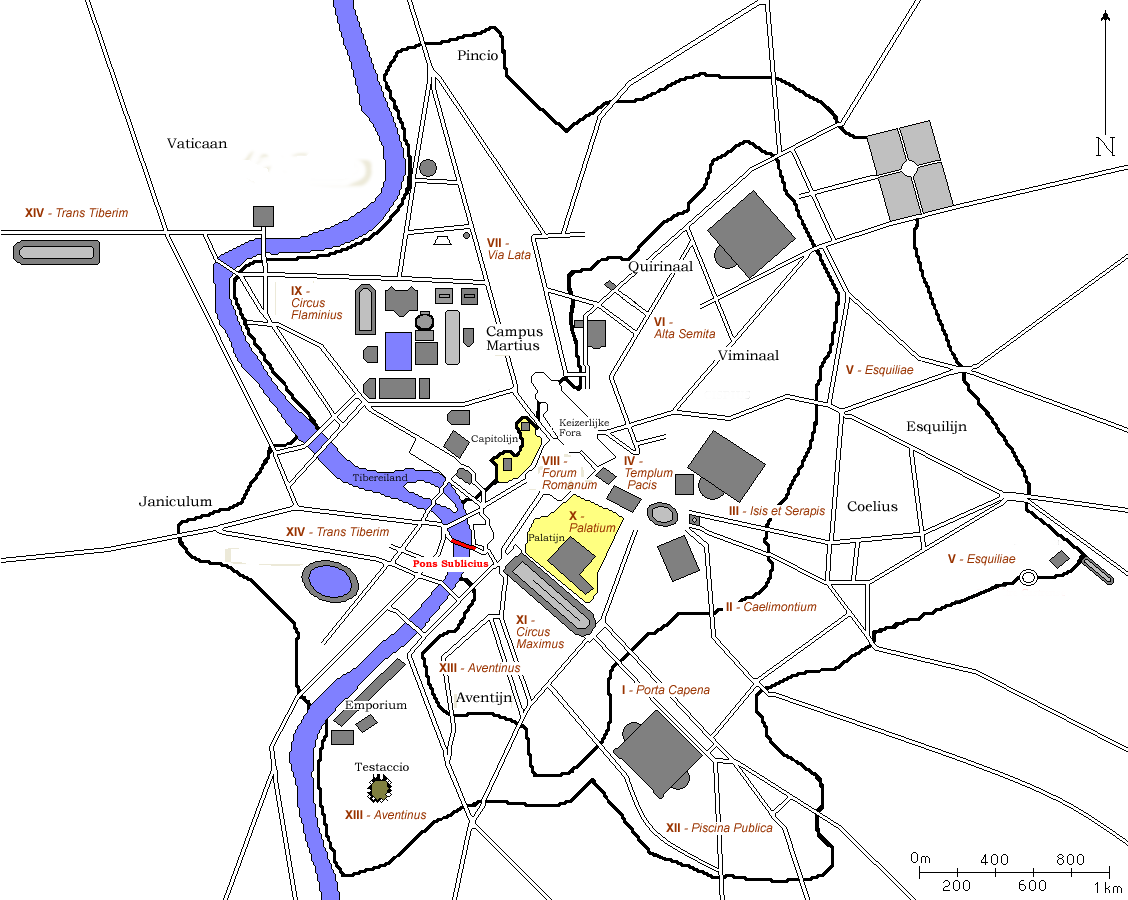
Róma anakronisztikus térképe, sötét vonalak jelölik a város falait; a legbelső fal a Servian-fal, a külső fal még nem létezik. A Szerviánfalban található (jelzett) naeviai kapu a Tiberisen át vezető Pons Sublicius hídhoz vezet. A Janiculum-hegy nyugatra van, közvetlenül a térképen túl; a domb és a híd között található a Naevi-rét.

Három római védte a Pons Sublicius-t; a jobbszárny parancsnokai, Spurius Lartius és Titus Herminius Aquilinus, valamint Publius Horatius Cocles, egy ifjú tiszt, aki a hídnál őrködött, amikor meglátta a rajtaütést Janiculumon és az ellenséget a folyó felé rohanni.
A három védő ellenállt a közelharci támadásoknak és a nyílvessző záporoknak, amíg a római csapatok mind át nem léptek. 
Livius rövidebb és szkeptikusabb beszámolója semmiféle csatáról nem árulkodik, csak arról szól, hogy Horatius "saját emberei, a pánikba esett csőcselék, elhagyták az állást és eldobták a kardjaikat"; Horatius bátorságának azonban sikerül meggyőznie a két veterán parancsnokot, Herminiusot és Lartiust, hogy egy pillanatra kisegítsék a híd megvédésében. 
Dionysius beszámolója elmagyarázza: "Herminius és Lartius védekező fegyverei a folyamatos ütések, támadások miatt használhatatlanok lettek, ezért a csapatok fokozatosan hátrálni kezdtek." Megparancsolták Horatiusnak, hogy vonuljon vissza velük, de ő tartotta a vonalat. 
Tudta, hogy mekkora veszélyt jelentenek az ellenséges erők Rómára nézve, ezért arra utasította embereit, hogy ha a híd irányába vennék az irányt, akkor rombolják le a hidat. Az ellenséget nemcsak Horatius öngyilkos döntése döbbentette meg, hanem az is, hogy egy halom testet használt védőfalként a támadók ellen. Horatiust sokszor találták el ellenséges lövedékek, köztük egy lándzsa a fenéken. Amikor meghallotta az embereitől, hogy a hidat pillanatokon belül elpusztítanák "teljesen felfegyverkezve ugrott a folyóba, és átúszott... átment a partra anélkül, hogy elvesztette volna fegyvereit".  Ez azonban vitatott. Polybius beszámolója Horatius-t használja példaként azokra a férfiakra, akik "elkerülhetetlen halálnak szentelték magukat ... más polgárok életének megmentése érdekében. ... Páncéljával a folyóba vetette magát és ott vesztette életét, ahogyan tervezte." 
Livius verziója szerint ezt az imádságot mondja Tiber atyának: "Tiberinus, szent apa, imádkozom, hogy fogadd be a te jóindulatú áramlatodba ezeket a karokat és ezt a harcosodat." 

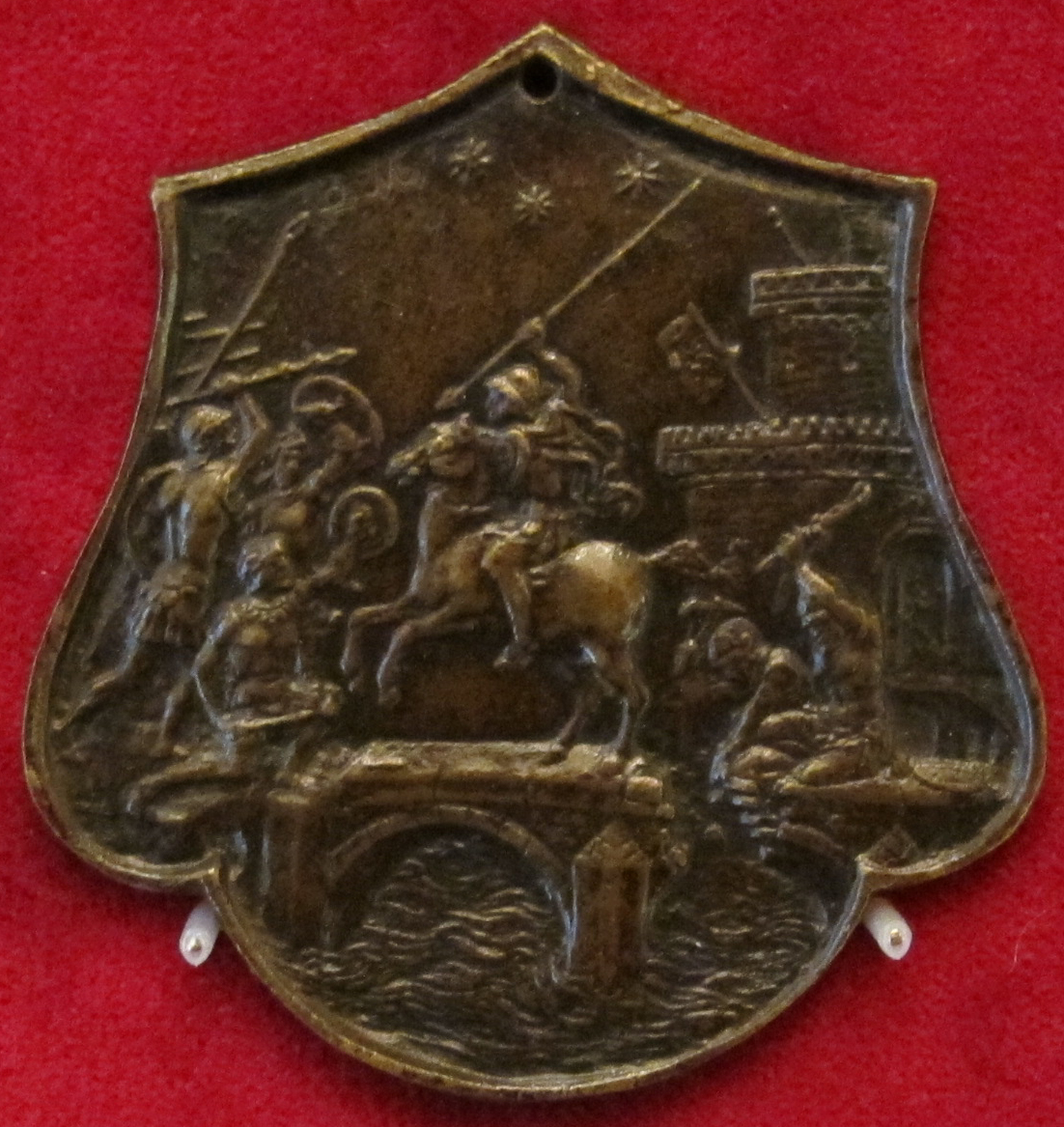
Horatius a hídnál, reneszánsz plakett, Wallace gyűjtemény

Egyes beszámolók szerint Horatius vitézségéért koronát kapott (hasonlóan a modern katonai díszítéshez), a városban hatalmas éljenző tömeg várta a hős érkezését. Horatius már rokkant volt, így már nem szolgálhatott a hadseregben, és nem tölthetett be közhivatalt  de "annyi állami földet biztosítottak számára, amennyit ő maga egy nap alatt szántani tudott egy igás igával", és mindegyiket római polgár köteles volt egy nap ételt adni neki. Tiszteletére még egy szobrot is állítottak, a Comitium-ot. 

## Következmény
Horatius védelme megakasztotta Lars Porsena közvetlen támadását a város falain, ostromra kényszerítve őt. Az ostrom békeszerződéssel zárul le, Róma érintetlen marad.

## A téma későbbi felhasználása

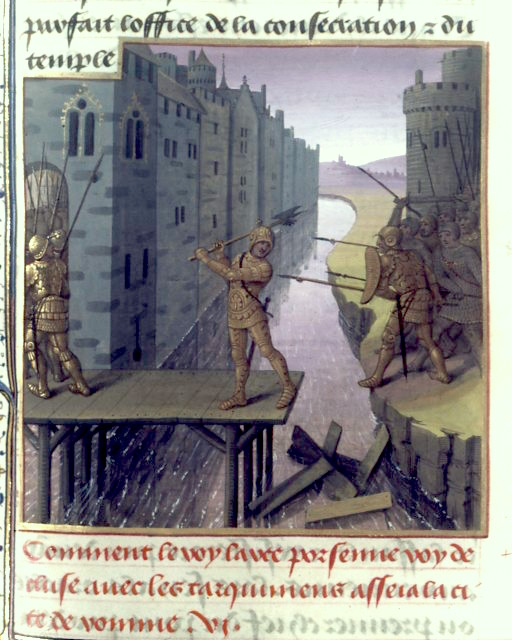
15. századi kisméretű ábrázolás

A megkérdőjelezhető „Horatius a hídnál” történetet a reneszánsz idején kezdték ábrázolni a művészek, de soha nem volt különösebben népszerű téma. Olyan művészek mutatták meg, akik a klasszikus történetek újszerű állapotát részesítették előnyben, és a kisebb művészeti ábrázolás fajtákon, például a plaketten és a majolikán jelennek meg .
Napóleon, a klauseni csata után, Thomas-Alexandre Dumas tábornokot, Alexandre Dumas apját, „a tiroli Horatius Cocles” névvel illette az Eisack-folyón átívelő híd megvédése miatt.